# Jemma Carlton
Jemma Lauren Carlton (* in Stafford) ist eine britische Schauspielerin. 

## Leben
Carlton wurde in Stafford geboren und machte 2019 ihren Abschluss in Schauspiel am Londoner Rose Bruford College. Ab 2018 trat sie am Theater auf, dazu kamen Rollen in Kurzfilmen und Werbespots. Im Jahr 2022 gab Jemma Carlton ihr Fernsehdebüt als titelgebender Hauptcharakter in Maxine. Die dreiteilige Serie auf Channel 5 befasst sich mit einem realen Mordfall, bei dem 2002 in der Stadt Soham zwei Schülerinnen getötet wurden, worauf die Lehrerassistentin versuchte den Täter zu decken, der ihr Partner war. 2023 war Carlton in einer Nebenrolle in der Comedyserie The Cleaner zu sehen, einer Adaption der deutschen Serie Der Tatortreiniger. Im Jahr darauf spielte sie die Rolle der Belle Downer in A Thousand Blows. Die Serie von Disney+ handelt unter anderem von den Forty Elephants, einer Bande von Ladendiebinnen im viktorianischen London. Eine weitere Rolle hatte sie in der Sky-Produktion Lockerbie: A Search for Truth, einer Serie mit Colin Firth über den Lockerbie-Anschlag.

## Filmografie
- 2022: Maxine (Fernsehserie)
- 2023: The Cleaner  (Fernsehserie, 1 Episode)
- seit 2024: A Thousand Blows (Fernsehserie)
- 2025: Lockerbie: A Search for Truth (Fernsehserie, 4 Episoden)